# Cuscuta purpurata
Cuscuta purpurata là một loài thực vật có hoa trong họ Bìm bìm. Loài này được Phil. mô tả khoa học đầu tiên năm 1895.